# Alan J. Pakula
Alan Jay Pakula (ur. 7 kwietnia 1928 w Nowym Jorku, zm. 19 listopada 1998 w Melville) – amerykański reżyser, scenarzysta i producent filmowy.

## Życiorys

### Pochodzenie i początki
Pakula urodził się na nowojorskim Bronksie w rodzinie żydowskich imigrantów z Polski. Ukończył dramaturgię na prestiżowym Uniwersytecie Yale.
Swoją hollywoodzką karierę rozpoczął jako asystent w departamencie filmów animowanych wytwórni Warner Bros. W 1957 został producentem swojego pierwszego filmu dla Paramount Pictures. W 1962 wyprodukował film Zabić drozda Roberta Mulligana, za który otrzymał nominację do Oscara za najlepszy film roku.
W 1969 nakręcił swój debiut reżyserski Bezpłodna kukułka, z nominowaną do Oscara Lizą Minnelli w roli głównej.

### Trylogia teorii spiskowych
W 1971 Pakula nakręcił Klute, pierwszą część nieoficjalnego cyklu, zwanego trylogią teorii spiskowych. Film opowiadał historię związku pomiędzy prywatnym detektywem (tytułowa rola Donalda Sutherlanda) i call-girl (graną przez Jane Fondę w swojej oscarowej roli). Film okazał się sukcesem zarówno pod względem finansowym, jak i artystycznym.
Drugą część cyklu stanowił thriller Syndykat zbrodni (1974) z Warrenem Beattym w roli głównej. Opowiadał o tajemniczej korporacji Parallax, zajmującej się świadczeniem usług terapeutycznych, do której przenika reporter prowadzący własne śledztwo w sprawie zabójstwa senatora.
W 1976 Pakula zakończył swą nieformalną „trylogię” filmem Wszyscy ludzie prezydenta, który okazał się kolejnym komercyjnym sukcesem, a twórca został po raz kolejny nominowany do Oscara, tym razem za najlepszą reżyserię. Film został oparty na faktach. Podstawę scenariusza stanowiła książka Carla Bernsteina i Boba Woodwarda, dwóch dziennikarzy gazety „The Washington Post”, którzy odkryli aferę Watergate.
Pakula przewodniczył jury konkursu głównego na 31. MFF w Cannes (1978).

### Dalsza kariera
Pakula kolejny sukces odniósł w 1982 filmem Wybór Zofii z Meryl Streep w roli głównej. Jego scenariusz, oparty na podstawie powieści Williama Styrona, został nominowany do Oscara. 
W następnych latach Pakula skupił się głównie na filmach prawniczych, odnosząc sukcesy komercyjne takimi filmami jak Uznany za niewinnego (oparty na powieści Scotta Turowa) i Raport Pelikana (adaptacja bestsellera Johna Grishama).

### Śmierć
Pakula zginął w 1998 w wypadku samochodowym na autostradzie na Long Island. Kierowca jadący przed nim uderzył w metalową rurę, która przeleciała przez przednią szybę samochodu Pakuli i uderzyła go w głowę. Wskutek tego 70-letni wówczas reżyser zjechał z drogi i uderzył w barierki, co spowodowało śmierć na miejscu.

## Filmografia - reżyser
- 1969 Bezpłodna kukułka
- 1971 Klute
- 1973 Miłość i ból i ta cała cholerna reszta
- 1974 Syndykat zbrodni
- 1976 Wszyscy ludzie prezydenta
- 1978 Przybywa jeździec
- 1979 Zacznijmy od nowa
- 1981 Prolongata
- 1982 Wybór Zofii
- 1986 Dream Lover
- 1987 Sierotki
- 1989 Do zobaczenia rano
- 1990 Uznany za niewinnego
- 1992 Tolerancyjni partnerzy
- 1993 Raport Pelikana
- 1997 Zdrada